# Mount Darnley
Mount Darnley är ett berg i Sydgeorgien och Sydsandwichöarna (Storbritannien). Det ligger i den sydöstra delen av Sydgeorgien och Sydsandwichöarna. Toppen på Mount Darnley är 1 100 meter över havet. Mount Darnley ligger på ön Bristol Island.
Terrängen runt Mount Darnley är huvudsakligen kuperad, men den allra närmaste omgivningen är bergig. Havet är nära Mount Darnley åt sydost.  Det finns inga samhällen i närheten. 